# اريك لي (موسيقي)
اريك لي (بالإنجليزية: Eric Lee)‏ هو موسيقي ومنتج أسطوانات ومغن مؤلف أمريكي، ولد في القرن العشرين.

## وصلات خارجية
- الموقع الرسمي